# 嗜銀顆粒性認知症
嗜銀顆粒性認知症（しぎんかりゅうせいにんちしょう、argyrophilic grain dementia、AGD）とは脳内に特徴的な嗜銀性顆粒を認める認知症であり、病理学的な疾患概念である。

## 歴史
1987年にドイツの神経病理学者夫婦であるHeiko BraakとEva Braakによって報告された。彼らは認知症を示した56名の剖検脳でアルツハイマー型認知症の病理所見を欠く8名にGallyas-Braak silver stainで紡錘形でコンマ上の構造物が多数存在することを報告し、新たな疾患概念を提唱した。嗜銀顆粒の本体は4リピートタウであり、タウオパチーと考えられている。

## 臨床症状
高齢発症で記銘力障害が前景に立つが進行は緩徐で易怒性、性格変化など前頭側頭葉変性症と類似の症状を呈し、周囲への配慮能力を欠いた自己中心的な行為が目立つ。これは嗜銀顆粒の蓄積部位である辺縁系の症状を反映していると考えられている。Togoらの10名の検討によると初期には記銘力障害、興奮、易怒性が目立ち、次第に妄想、情動不安やアパシーが出現する。記銘力障害は初診時のMMSEも20点前後の報告が多く、記銘力低下の割に認知機能障害は比較的軽度で日常生活はかなり自主性が保たれている例が多い。これは早期から生活の自立度が低下するアルツハイマー型認知症とは対照的である。

## 病理
嗜銀顆粒は海馬、海馬支脚、海馬傍回、嗅内野、扁桃核などの内側側頭葉に存在する。嗜銀顆粒が最も高頻度に蓄積する迂回回を中心とした側頭葉内側の脳萎縮が認められる。迂回回は側頭葉内側前方で海馬傍回の吻側に位置する。90％の症例で左右差がある。HE染色では嗜銀顆粒は染色されず、病巣にballooned neuronが認められる。嗜銀顆粒自体は嗜銀顆粒性認知症以外に進行性核上性麻痺、大脳皮質基底核変性症、アルツハイマー型認知症、レビー小体型認知症、筋萎縮性側索硬化症などでも認められる。

## 病期分類
斎藤らは多数の病理切片の検討から嗜銀顆粒の蓄積部位の伸展に一定の傾向があることを明らかにした。その傾向をもとに3期のステージ分類を提唱した。
迂回回ステージ
迂回回周囲、扁桃体移行部に限局した時期
側頭葉ステージ
側頭葉内側面を前後方に進展する。Ballooned neuronやリン酸化タウ陽性の顆粒も目立ち始める。
前頭葉ステージ
前脳基底部から前帯状回、中隔核、側坐核や視床下部にかけて病変が拡大する。迂回回のグリオーシスとニューロンの空胞変性が認められる。

## 診断
確定診断は病理診断であり生前診断は困難である。内側側頭葉の萎縮と血流低下の左右差が本疾患を疑うきっかけになる。

## 治療
ドネペジルの反応性がアルツハイマー型認知症やレビー小体型認知症に比べて低い。

## 経過
経過は緩徐進行性であり臨床経過は4～8年といわれている。